# Mon fils à moi !
Cet article possède un paronyme, voir Mon fils à moi.
Achille Talon ... mon fils à moi ! est un album de bande dessinée réalisé par Greg, quatrième tome de la série Achille Talon, paru en 1970 chez Dargaud.
Toujours en gags de deux pages, cet album est plus centré sur la famille d'Achille Talon, notamment son père. On les voit notamment partir en vacances, en camping. Les relations épicées entre sa mère et son père y sont décrites, dominant parfois même le récit de la vie d'Achille.